# エピクロロヒドリンゴム
エピクロロヒドリンゴム（エピクロルヒドリンゴムとも。英: epichlorohydrin rubber）は合成ゴムの一種。エピクロロヒドリンの単独重合体と、エピクロロヒドリンとエチレンオキシドの共重合体とがあり、前者はCO、後者はECOと略される。

## 性質
主鎖にエーテル結合、側鎖にクロロメチル結合を持つ。耐油性、耐サワーガソリン（劣化ガソリン）性、耐オゾン性、低ガス透過性に優れ、自動車用オイルホースやガスケットを中心に印刷・紡績機器のロール、電線被覆、接着剤など幅広い用途に使われる。耐熱性は約140℃、耐寒性はCOが-23℃、ECOが-45℃。重合は有機金属系触媒を用い、有機溶媒中で均一溶液またはスラリー状態下で行われる。